# Fuerzas Armadas del Líbano
Las Fuerzas Armadas del Líbano (en árabe: القوات المسلحة اللبنانية Al-Quwwāt al-Musallaḥa al-Lubnāniyya o en Francés: Forces Armées Libanaises) incluyen la fuerza aérea, la marina y el ejército. El Presidente es el comandante supremo, aunque el ministro de Defensa, Jean Kahwaji responde como autoridad. Las Fuerzas de Defensa consisten en:
- Armada Nacional del Líbano
- Ejército del Líbano
- Fuerza Aérea del Líbano
- Fuerza de Reserva
- Guardia Republicana del Líbano

## Funciones Básicas
La favorable localización geográfica del Líbano, evitar los conflictos tribales y religiosos. El Estado tiene una larga política de no beligerancia en conflictos armados que incluyó la neutralidad durante la Guerra de los Seis Días. Por estas razones, la capacidad militar de la república es relativamente modesta. Sin embargo, el país tiene una larga historia de participación en operaciones para mantener la paz dentro de la Organización de Naciones Unidas. Las funciones de las Fuerzas de Defensa incluyen:
- Preparación de la defensa del Estado contra un ataque armado.
- Asistir a la fuerza policial, incluyendo la protección de la seguridad interna del Estado.
- Mantener la paz, manejo de crisis y operaciones de ayuda humanitaria en apoyo a la Organización de Naciones Unidas.
- Custodia de la industria pesquera, de acuerdo con las obligaciones estatales.
- Otras funciones como el transporte seguro de ministros, búsqueda y rescate, asistencia en desastres naturales, asegurar el mantenimiento de los servicios esenciales, entre otros.

## Historia
Las Fuerzas de Defensa trazan sus orígenes en el movimiento independista de 1943. Pero no fue hasta 1987, donde tras años de que Siria e Israel, mediante tratados internacionales desactivaran su ejército, armada, infantería y fuerza aérea en 1975. Se fundan en 1987 por el Ministerio de Defensa Libanés, donde solo se permite el uso de armamento ligero en caso de la policía, el ejército con arsenal limitado en cuanto a vehículos, pero con 290 tanquetas y 20 tanques disponibles y donados por el IDF. La Fuerza Aérea solo con 26 aviones: 23 Pilatus PC-7 comprados a la empresa suiza Pilatus Aircraft, 2 Northrop F-5 adquiridos en 2008 a la empresa homónima y 7 G.91 donados por la Fuerza Aérea Italiana en 1991.

### Guerra Civil Libanesa
Antes de 1975, la nación mantenía una aceptable fuerza con elementos provenientes de diversos grupos, como lo son árabes, kurdos, cristianos, drusos, judíos, e incluso algunos asirios y armenios. Tal cuerpo, fue sufriendo cierto desgaste y fricciones internas, lo que ocasionó deserciones, ya que se agravó la violencia multi-étnica, provocando una apatía entre las diversas compañías, quienes no mantenían fidelidad al gobierno y mucho menos al pueblo, creando pequeños señoríos de guerra. Cosa conveniente para sus naciones vecinas de Siria e Israel, quienes abastecieron a ciertos bandos, Siria a Hezbolá e Israel a las Falanges Libanesas, ultra cristianas de Bachir Gemayel.
Con la resolución en los Acuerdos de Taif, el gobierno recuperó un poco de estabilidad, decretando su re-fundación.

### Segunda Guerra de Líbano
Durante el conflicto entre Israel y Hezbolá, el ejército libanés se limitó a despejar los caminos y a asistir a los heridos del bando neutral, si bien tuvieron una confrontación en la frontera con las Fuerzas de Defensa de Israel (FDI) en lo que se conoce como las escaramuzas de Sarafand, donde los sucesos no pasaron a mayores, con un saldo de 45 heridos por parte de las fuerzas libanesas.

## Comandantes
- Fuad Chehab Mayor General	01/08/1945	22/9/1958
- Toufic Salem Mayor General	09/10/1958	31/01/1959
- Adel Shehab Mayor General	01/02/1959	30/06/1965
- Emile Boustany General	01/07/1965	06/01/1970
- Jean Njeim General	        07/01/1970	24/07/1971
- Iskandar Ghanem General	25/07/1971	09/09/1975
- Hanna Saïd General	        10/09/1975	27/03/1977
- Victor Khoury General	28/03/1977	07/12/1982
- Ibrahim Tannous General	08/12/1982	22/06/1984
- Michel Aoun General	23/06/1984	27/11/1989
- Emile Lahoud General	28/11/1989	23/11/1998
- Michel Sleiman General	21/12/1998	24/05/2008
- Jean Kahwaji General	29/08/2008	2017
- Joseph Aoun 	 2017 	 Actual

## Ejército libanés
El Ejército libanés es la fuerza terrestre de las Fuerzas Armadas libanesas, cuya principal tarea es el entrenamiento de las fuerzas terrestres y la defensa antiaérea. Las fuerzas armadas libanesas tienen la tarea de proteger la integridad del estado de un agresor externo y mantener el orden constitucional dentro del país, eliminar las consecuencias de los desastres naturales y combatir el tráfico de drogas. En el ejército libanés, el período de servicio es de 3 a 10 años, las mujeres pueden ser aceptadas para el servicio. El Comandante en jefe es el Presidente del Líbano. El Ministro de Defensa es un ciudadano civil. El Comandante del Ejército es el responsable de la preparación para el combate, la gestión y la organización de las tropas. El jefe del Estado Mayor es el responsable de organizar la gestión de las fuerzas militares, desarrollar planes de despliegue rápido en el caso de una agresión militar externa y fortalecer la estructura militar de la nación. El Consejo Supremo de Defensa Militar fue creado para tomar decisiones políticas sobre cuestiones de defensa. La composición de las fuerzas terrestres libanesas es la siguiente:
- 1 brigada de infantería mecanizada.
- 1 regimiento de infantería motorizada.
- 1 batallón acorazado.
- 1 batallón de artillería.
- 1 batallón de ingenieros.
- 30 carros de combate.
- 90 vehículos de transporte blindado de personal.
- 18 cañones autopropulsados.
- 1 batallón de la guardia republicana.
- 1 regimiento de comandos.
- 1 regimiento de fuerzas especiales.
- 1 regimiento de asalto aéreo.
- 1 batallón de infantería de montaña.
- 1 batallón de artillería.
- 1 batallón de logística militar.
- 1 batallón médico.
- 1 batallón de la policía militar.

Actualmente hay alrededor de 60 000 soldados que sirven en las fuerzas terrestres libanesas (9000 en la fuerza de reserva). En el ejército libanés, son reglamentarios el fusil belga FN FAL y el fusil indio INSAS, su equipamiento actual incluye el siguiente arsenal:
| T-54/T-55/Tiran-55                                                      | 233                     |
| M48A5                                                                   | 93                      |
| Leopard 1A5 (en proceso de entregas)                                    | 43                      |
| M60A1, M60A3 IFCS/TTS ()                                                | 66                      |
| T-72M1 (en proceso de entrega, provenientes del stock militar de Rusia) | 31, más 25 adicionales. |

| M113A1/A1-B-Sanitarios/A2/Nagman | + 1100 |
| VAB                              | ~80    |

| Panhard AML-90 | ~45 |
| AIFV-B-C25     | 16  |

| 155 mm Obús M198                   | 107         |
| 155 mm M114A1 howitzer             | 20          |
| 155 mm Obusier de 155 mm Modèle 50 | 12          |
| 152 mm 2A36 gun                    | ?           |
| 130 mm M-46                        | 20 (36 TBD) |
| 122 mm D-30 howitzer               | 24          |
| 122 mm M-1938 (M-30) howitzer      | 36          |
| 105 mm Obús M101A1                 | 15          |
| 105 mm Obús M102                   | 10          |

## Fuerza Aérea
En el presente la Fuerza Aérea es incapaz de cumplir el rol de una fuerza aérea de defender el espacio aéreo de Líbano si es invadido por aire. Sin embargo, la Fuerza Aérea cumple muchas otras funciones importantes requeridas por el Estado. El Cuerpo Aéreo es la más pequeña de las tres ramas de las Fuerzas de Defensa con un personal de novecientos treinta y nueve (939) efectivos.
En su inventario de aeronaves se encuentra el siguiente material:

### Aviones
| Aeronave                  | Origen         | Tipo                                        | Totales                   | Estado                              | Notas |
| ------------------------- | -------------- | ------------------------------------------- | ------------------------- | ----------------------------------- | --- |
| MiG-29UB                  | Rusia          | Combate/vigilancia aérea                    | 20                        | Activos 12, 8 en proceso de entrega | Equipados con el sistema de misiles de ataque R-77 contra objetivos aéreos y terrestres. |
| AC-208B Combat Caravan    | Estados Unidos | Soporte aéreo cercano/vigilancia fronteriza | 1                         | Active/2 TBD                        | Equipados con el sistema de cámaras MX-15D y los misiles de ataque AGM-114 Hellfire contra objetivos terrestres. |
| Hawker Hunter             | Reino Unido    | Ataque a tierra                             | 4 activos, 8 fuera de uso | 4 activos, 8 fuera de uso           | - 3 de asiento solitario y uno de asientos en separado en servicio. - Los restantes (4) se encuentran inactivos y cuatro más (4) se hallan en una exhibición en la base aérea de Rayak, en el Museo de la Aviación militar libanesa (Base aérea de Rayak) |
| Scottish Aviation Bulldog | Reino Unido    | Entrenador                                  | 3                         | Activos                             | Restaurados en el año 2010 |

### Helicópteros
| Aeronave                             | Origen           | Total                                                           | Cantidades | Notas              | Estado |
| ------------------------------------ | ---------------- | --------------------------------------------------------------- | ---------- | ------------------ | --- |
| AB-205/UH-1H                         | Estados Unidos   | Utilitario/Bombardeo/Helicóptero de ataque                      | 23         | Activos            | Algunos con modificaciones de origen local para acarrear bombas de 250 kg y 400 kg, o pods para misiles Matra de calibre 68mm.                                                  |
| Aérospatiale SA-342L Gazelle         | Francia          | Patrullaje naval/Explorador del campo de batalla/Anti-blindados | 25         | 8 Activos          | El gobierno de Líbano ha firmado un contrato por la actualización y renovación de 13 Gazelles de los originales y de los ex-emiraitíes a ser entregados, con la firma Eurotech. |
| AgustaWestland AW139 Executive(VIP)  | Italia           | Transporte de personalidades VIP                                | 1          | Activo             | "Cedar 1" Helicóptero de transporte presidencial. |
| IAR 330SM / Aérospatiale SA-330 Puma | Rumania/ Francia | Helicóptero utilitario y de transporte                          | 10/7       | Activos/en bodegas | Tres ex-emiraitíes, y otros tres del modelo IAR-330SM en espera de ser entregados.                                                                                              |
| Mil Mi-24                            | Rusia            | Helicóptero artillado                                           | 6          | TBD                | Reemplaza a los vetustos MiG-29 ofrecidos, A ser entregados antes del fin de año, o antes de que culmine el entrenamiento de los pilotos libaneses en la Federación Rusa.       |
| Robinson R44                         | Estados Unidos   | Entrenador/Helicóptero utilitario ligero                        | 4          | Activos            | |
| Sikorsky S-61N MkII                  | Estados Unidos   | Como aeronaves de bomberos aéreos/Rescate                       | 3          | Activas            | En uso del Ministerio del Interior y de Municipalidades de Líbano. |

### Drones
| Aeronave     | Origen         | Total | Estado  | Notas |
| ------------ | -------------- | ----- | ------- | ----- |
| RQ-11B Raven | Estados Unidos | 12    | Activas |       |

### Aeronaves en reserva y fuera de servicio
| Aeronave                            | Totales | Notas |
| ----------------------------------- | ------- | --- |
| Aérospatiale SA-319 Alouette II     | 3       | Retirados del servicio activo. Actualmente son usados como fumigadores de cultivos.                                         |
| Augusta-Bell AB 212                 | 5       | En espera de reparación para su puesta a servicio operacional nuevamente.                                                   |
| Dassault Mirage III E/D             | 12      | Vendidos a Pakistán en el año 2000                                                                                          |
| Dassault Falcon 20                  | 1       | |
| de Havilland Dove                   | 1       | |
| de Havilland Vampire                | 16      | |
| Fouga Magister CM-170               | 10      | Cuatro de estos se actualizarán y serán repuestos en el servicio activo como parte para el entrenamiento de nuevos pilotos. |
| de Havilland Chipmunk               | 6       | |
| Macchi M.B.308                      | 1       | |
| North American T-6 Texan            | 16      | |
| Percival Prentice                   | 3       | |
| Percival Proctor                    | 3       | |
| Rockwell Shrike Turbo Commander 690 | 1       | Destruido en el conflicto en 1982                                                                                           |
| Savoia Marchetti SM.79              | 4       | Uno donado al Museo Italiano Museo dell’Aeronautica Gianni Caproni                                                          |
| Sud Aviation SA-319 Alouette III    | 14      | |

### Misión
Los roles primarios del Cuerpo Aéreo son los definidos por su supremo comandante y estos son los que a continuación se relatan:
- Apoyo al Ejército.
- Apoyo al Servicio Naval.
- Ayuda al Poder Administartivo.

Así como existen otros dos roles secundarios, que son:
- Ayuda a la Comunidad Civil en caso de calamidad mayor y/o manifiesta.
- Ayuda a los estamentos gubernamentales.

## Armada nacional
La Armada Nacional del Líbano (en árabe: القوات البحرية اللبنانية) es la Marina de las Fuerzas Armadas del Líbano. La Armada Libanesa fue fundada en 1950 y tiene su sede en la base naval de Beirut, la primera base naval del Líbano. La Armada, actualmente carece del equipamiento adecuado y cuenta con un número de aproximadamente 69 buques de diferentes tamaños y funciones; sin embargo, la Armada está tratando de modernizarse y de aumentar su tamaño.

## Policía
La Policía ejerce una misión similar a la de una guardia civil. Por su armamento y adiestramiento, la policía libanesa lleva a cabo una labor eficaz.

## Contingentes extranjeros
Sin embargo y a pesar de tener una política de no beligerancia, se autoriza por parte del consejo de seguridad de las Naciones Unidas la entrada y permanencia de contingentes de ejércitos de la alianza OTAN y de otras naciones del consejo de seguridad de la ONU, una medida debida a la expresa y manifiesta "inoperancia de sus fuerzas armadas para mantener la estabilidad y la paz" en aquel país; dada su extrema división cultural y su inoperante ejército, ahora en proceso de reorganización. Estos contingentes fueron duramente criticados en la Segunda Guerra del Líbano del 2006, debido a brindarle protección únicamente a funcionarios del gobierno y sus familias, así como diplomáticos, cuando se estipulaba en el acuerdo, la protección de toda la población indiscriminadamente, a menos de estar involucrada con alguno de los dos o más bandos beligerantes. Mantiene también una reducida tropa de Legionarios de la Liga Árabe.
Las naciones acantonadas en el territorio libanés actualmente son las siguientes:
- Alemania
- Brasil
- Bulgaria
- República Popular China
- República Checa
- Croacia
- Eslovaquia
- Eslovenia
- España
- Estados Unidos
- Francia
- Grecia
- Hungría
- Irlanda
- Italia
- Jordania
- Países Bajos
- Polonia
- República de China
- Rumania
- Rusia
- Reino Unido
- Serbia
- Liga Árabe